# Real Estelí Fútbol Club
Il Real Estelí Fútbol Club è una società calcistica nicaraguense con sede nella città di Estelí.

## Storia
Nel 2023 è stato finalista nella prima edizione della CONCACAF Central American Cup, ottenendo poi analogo risultato anche nell'edizione 2024 della medesima coppa, persa ancora una volta contro i costaricani dell'Alajuelense.

## Palmarès

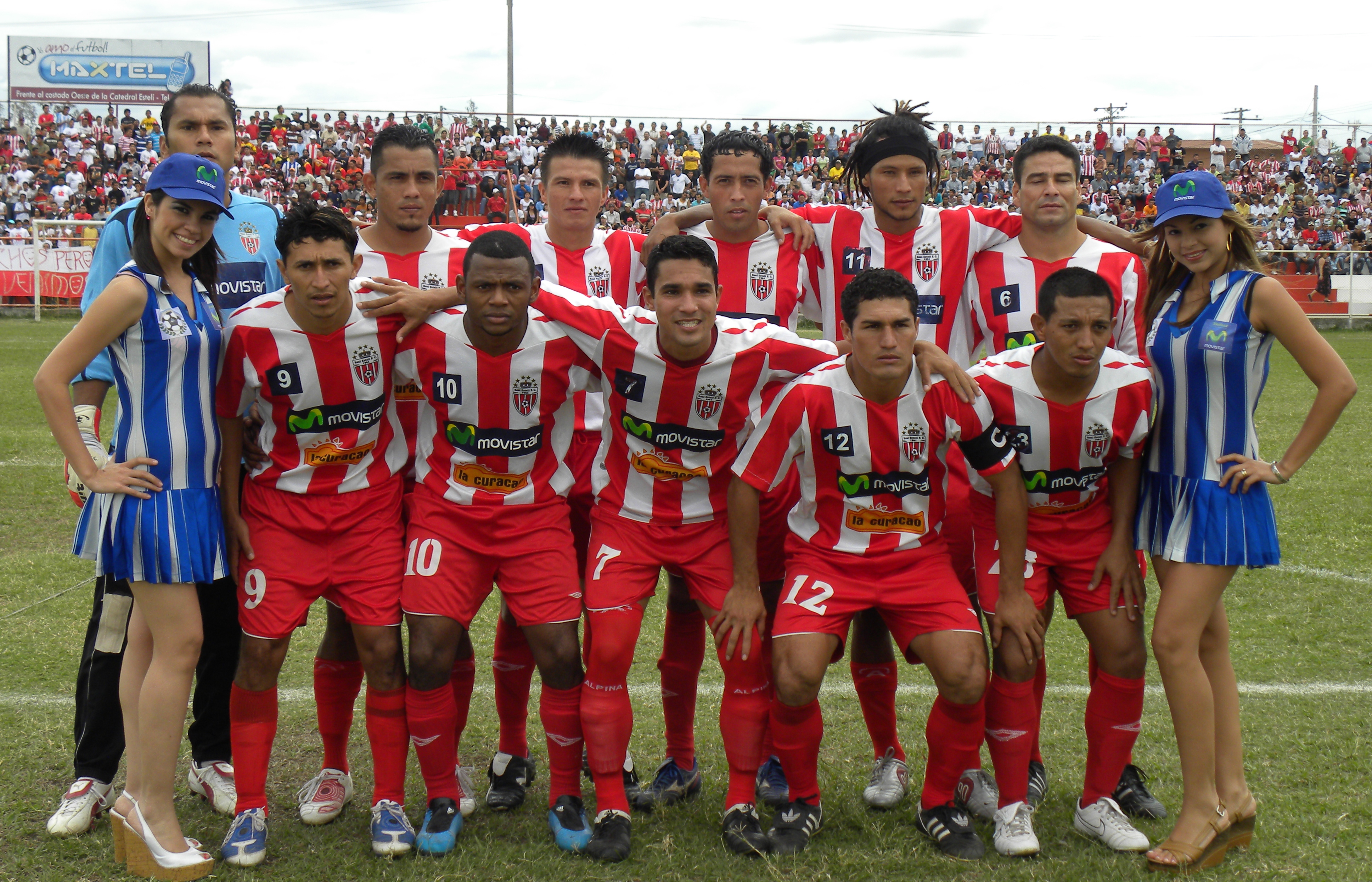
Giocatori del Real Estelí in posa prima della finale di ritorno del Torneo Apertura 2009

- Primera División: 20

1991, 1998-99, 2002-03, 2003-04, 2006-07, 2007-08, 2008-09, 2009-10, 2010-11, 2011-12, 2012-13, 2013-14, 2015-16, 2016-17, Clausura 2019, Apertura 2019, Clausura 2020, Apertura 2020, Apertura 2022, Clausura 2023
- Copa de Nicaragua: 1

1991

## Statistiche e record

### Partecipazioni ai tornei internazionali
- CONCACAF Champions' Cup

1991: Turno preliminare
1992: Turno preliminare
1996: Turno preliminare
- Copa Interclubes UNCAF

2000 : Primo turno
2003 : Primo turno
2004 : Quarti di finale
2006 : Primo turno
2007 : Primo turno
- CONCACAF Champions League

2008-09: Turno preliminare
2009-10: Qualificata ma non ammessa
2010-11: Qualificata ma non ammessa
2011-12: Turno preliminare
2012-13: Fase a gruppi
2013-14: Fase a gruppi
2014-15: Fase a gruppi
2016-17: Fase a gruppi

## Organico

### Rosa 2020-2021
Aggiornata al 23 gennaio 2021
| N. |                      | Ruolo | Calciatore        |
| -- | -------------------- | ----- | ----------------- |
| 1  | Argentina (bandiera) | P     | Álvaro Rezzano    |
| 2  | Brasile (bandiera)   | C     | Vitor Silva       |
| 3  | Nicaragua (bandiera) | C     | Luis López        |
| 4  | Nicaragua (bandiera) | D     | Oscar López       |
| 6  | Nicaragua (bandiera) | C     | Jorge Betancur    |
| 7  | Nicaragua (bandiera) | D     | Manuel Rosas      |
| 8  | Nicaragua (bandiera) | C     | Richard Rodríguez |
| 9  | Nicaragua (bandiera) | A     | Henry García      |
| 10 | Nicaragua (bandiera) | C     | Harold Medina     |
| 11 | Nicaragua (bandiera) | C     | Juan Barrera      |
| 12 | Argentina (bandiera) | C     | Luis Acuña        |
| 13 | Nicaragua (bandiera) | D     | Francisco Paz     |

| N. |                               | Ruolo | Calciatore         |
| -- | ----------------------------- | ----- | ------------------ |
| 14 | Nicaragua (bandiera)          | C     | Marlon López       |
| 15 | Brasile (bandiera)            | D     | Rodrigo Bronzatti  |
| 17 | Guinea Equatoriale (bandiera) | C     | Niko Kata          |
| 18 | Nicaragua (bandiera)          | C     | Brandon Ayerdis    |
| 19 | Nicaragua (bandiera)          | C     | Ayel Palacios      |
| 20 | Nicaragua (bandiera)          | D     | Édgar Castillo     |
| 22 | Nicaragua (bandiera)          | P     | Denvern Fox        |
| 23 | Nicaragua (bandiera)          | D     | Óscar Acevedo      |
| 24 | Nicaragua (bandiera)          | D     | Cristian Gutiérrez |
| 25 | Nicaragua (bandiera)          | A     | Carlos Chavarría   |
| 27 | Nicaragua (bandiera)          | D     | Josué Quijano      |
| —  | Messico (bandiera)            | C     | Aldo Monzonis      |

### Rosa 2019-2020
| N. |                      | Ruolo | Calciatore           |
| -- | -------------------- | ----- | -------------------- |
| 1  | Nicaragua (bandiera) | P     | Henry Maradiaga      |
| 2  | Nicaragua (bandiera) | D     | Luis Fernando Copete |
| 3  | Colombia (bandiera)  | D     | Jonathan Mosquera    |
| 4  | Nicaragua (bandiera) | D     | Jason Casco          |
| 6  | Nicaragua (bandiera) | D     | Cristian Gutiérrez   |
| 7  | Nicaragua (bandiera) | D     | Manuel Rosas         |
| 8  | Argentina (bandiera) | C     | Juan Berdun          |
| 9  | Nicaragua (bandiera) | A     | Carlos Chavarría     |
| 10 | Nicaragua (bandiera) | A     | Samuel Wilson        |
| 11 | Nicaragua (bandiera) | A     | Rudel Calero         |
| 12 | Nicaragua (bandiera) | D     | Elmer Mejía          |
| 13 | Nicaragua (bandiera) | D     | Francisco Paz        |

| N. |                      | Ruolo | Calciatore            |
| -- | -------------------- | ----- | --------------------- |
| 14 | Messico (bandiera)   | C     | Jesús Leal            |
| 15 | Nicaragua (bandiera) | C     | Franklin López        |
| 16 | Nicaragua (bandiera) | C     | Elvis Pinel           |
| 17 | Nicaragua (bandiera) | A     | Luis Manuel Galeano   |
| 18 | Nicaragua (bandiera) | C     | Brayan García         |
| 19 | Brasile (bandiera)   | C     | Jonatas Jabis Ribeiro |
| 20 | Brasile (bandiera)   | C     | Maycon Santana        |
| 21 | Nicaragua (bandiera) | C     | Marlon López          |
| 23 | Nicaragua (bandiera) | C     | Nahun Peralta         |
| 25 | Nicaragua (bandiera) | P     | Esdras González       |
| 27 | Nicaragua (bandiera) | D     | Josue Quijano         |

### Staff tecnico
- Ramon Otoniel Olivas - Allenatore
- Sergio Ivan Rodirguez - Assistente
- Francisco Lopez Ortega - Assistente